# Ein Fall für die Borger
Ein Fall für die Borger (Originaltitel: The Borrowers) ist ein US-amerikanisch/britischer Spielfilm aus dem Jahr 1997. Die Regie führte Peter Hewitt, das Drehbuch schrieb Gavin Scott auf Grundlage des Romans Die Borger (The Borrowers) von Mary Norton aus dem Jahr 1952.

## Handlung
Die Handlung wurde in einer Welt angesiedelt, die an die 1940er Jahre erinnert. Die Familie Lender teilt sich ihr Haus, ohne es zu ahnen, mit der Borger-Familie Clock. Die Lenders sollen aus dem Haus, das sie eigentlich von ihrer Tante erben sollten, ausziehen, da sich das Testament nicht auffinden lässt.
Dahinter steckt der gierige Anwalt Ocious P. Potter, der sich Haus und Grundstück aneignen will, um es abzureißen und einen neuen Appartementkomplex darauf zu bauen.
Die Borger, ca. 10 cm große, rothaarige „Heinzelmännchen“, nennen sich so, weil sie die benötigten Gegenstände aus dem Haushalt der „Besen“, der Menschen, ausborgen.
Unter den Borgern gibt es die Gruppen der „Drinnis“ und der „Draußis“. Familie Clock gehört zur ersten Gruppe, weil sie ausschließlich im Haus der Besen wohnt und dieses niemals verlässt. Die ältere Tochter Arrietty und ihr jüngerer Bruder Peagreen wachsen im Glauben auf, dass sie die letzten ihrer Art seien.
Arrietty freundet sich mit Pete, dem Kind der Menschenfamilie an. Pete versucht, die Borger in einem Kasten ins neue Haus zu schmuggeln. Unterwegs wird der Kasten im Umzugswagen zerstört, Arrietty und Peagreen fallen aus dem Wagen heraus. Sie gehen zurück ins Haus, wo sie miterleben, wie sich Ocious P. Potter das Testament aneignet, das die Tante in einem versteckten Wandsafe deponiert hat. Sie können das wichtige Dokument, das Potter anzünden will, retten und sind von da an auf der Flucht vor ihm und auf der Suche nach ihren Eltern und dem neuen Haus. Unter dem Fußboden und hinter den Wänden des alten Hauses beginnt ein Katz- und Mausspiel um das Testament.
In der Stadt, ins neue Heim unterwegs und weiterhin von Potter verfolgt, werden die Kinder unglücklich getrennt. Arrietty erhält Hilfe von Swag, einem Draußi, und erfährt so, dass es noch mehr Borger gibt. Mit ihm begibt sie sich in die Molkerei, um den in einer Milchflasche gefangenen Peagreen zu befreien. Dort treffen auch Pete mit den Borger-Eltern und Potter ein, der vorübergehend das Testament wiedererlangt. Unterstützt werden Pete und die Borger durch Jeff, den Kammerjäger, und Officer Steady.
Im Rathaus, wo Potter den Abriss des Lender-Hauses beantragen will, locken Pete und Jeff ihn in eine Falle. In einem Abstellraum eingesperrt, wird Potter von Swag und seinen Freunden gefesselt. Tausende weitere Borger treffen ein und zeigen sich Potter. Der von Steady Festgenommene wird auf der Wache ob seiner erzählten Erlebnisse ausgelacht, während Familie Lender ihr Haus zurückerhält und mit den Clocks dort wieder einzieht.

## Auszeichnungen
Der Film wurde 1999 in zwei Kategorien für den Filmpreis Young Artist Award nominiert. Er gewann für die Toneffekte den Motion Picture Sound Editors Award (Golden Reel Award). Für den British Academy of Film and Television Arts Award wurde er in zwei Kategorien nominiert.

## Kritik
Für Cinema war der Film ein „trickreicher, amüsanter Spaß über eine Heinzelmännchenfamilie im Kampf gegen einen Miethai-Goliath“.

## Weitere Verfilmungen
1992 entstand eine britische TV-Serie namens The Borrowers nach einem Drehbuch von Richard Carpenter, in der Ian Holm die Hauptrolle übernahm. 1993 wurde die Serie als The Return of the Borrowers fortgesetzt. 2010 erschien eine japanische Anime-Version von Studio Ghibli unter dem Titel Arrietty – Die wundersame Welt der Borger. 2011 entstand in Großbritannien der TV-Film Die fantastische Welt der Borger mit Christopher Eccleston.